# Wahlendorf
Wahlendorf ist eine Ortschaft der Gemeinde Meikirch im Schweizer Kanton Bern.
Das Dorf liegt auf dem Frienisberg auf einer Höhe von 760 Metern in einer grossen Waldlichtung. Wahlendorf wurde 1305 zum ersten Mal erwähnt, 1326 wurde es in einer Urkunde als dem Kloster Frienisberg gehörend aufgeführt. 1380 wurde Wahlendorf an die Stadt Bern verkauft und gehörte ab 1528 zur Vogtei Frienisberg. Heute gehört Wahlendorf zur Gemeinde Meikirch und ist, obwohl der grösste Teil der Bevölkerung nicht mehr in der Landwirtschaft tätig ist, ein nach wie vor bäuerlich geprägtes Dorf. Jede Stunde fährt ein Postauto nach Bern.